# Tunel kablowy
Tunel kablowy – pomieszczenie przeznaczone do układania przewodów i kabli.  Pomieszczenie to przystosowane jest do poruszania się w nim obsługi. Powinno mieć zapewnioną wentylację i zabezpieczone przed wnikaniem do niego wody, zanieczyszczeń i gryzoni. Tunel powinien mieć szerokość w przejściu 80 cm i wysoki na co najmniej 200 cm. 